# 兩個夠晒數
《兩個夠晒數》是香港家庭計劃指導會在1975年推出的節育宣傳片，由無綫電視拍攝。宣傳廣告歌曲則由黃霑作曲及填詞，仙杜拉主唱。

## 背景
1970年代初，香港人口急速增長，而且流行重男輕女、追男丁的社會風氣；為推廣節育，香港家庭計劃指導會曾創作出「貴精不貴多」（1972年）、「生育有計劃，家庭有幸福」（1973年）等宣傳口號。

### 歌曲
「兩個就夠晒數」這句口號則由家計會首任總幹事林貝聿嘉所構思。1975年，任職於家計會的周梁淑怡邀請黃霑鋪延成宣傳歌，作曲及填詞均由黃霑負責，並由擅長廣告歌的仙杜拉所唱。
黃霑曾透露，試音版本的歌手是溫拿樂隊，原詞最後一句是「你顧住個老母，顧住個老母，兩個已經夠晒數」，但因太粗俗被家計會棄用。
跟香港當時大部分廣告歌一樣，黃霑以通俗口語入詞，如「夠晒」。此外，樂評人黃志華推斷黃霑採用了先詞後曲的寫法，所以才能在短小的篇幅裡句句切合要旨。亦有詞評書分析過《兩》詞曲配合上的竅妙。

### 影片
廣告是一家人划艇的情景，據黃霑所述這是因為重點對象是愛生育的水上人。由無綫電視拍攝，製作費1000港元，由家計會的贊助方獅子會提供。拍攝地點是石門沙田畫舫附近，陳泉（陳成泉）本來只負責尋找臨時演員，因為導演拍來拍去都不滿意，時間緊迫下自薦出演，因欠缺經驗，艇在水中不斷自轉，結果反而是導演想要的鏡頭。

#### 情節
數個只有兩個兒女的家庭在水上划艇，樂也融融，丈夫掌著舵，太太都豎起兩隻手指。接著陳泉登場，載著四個女兒和一個男嬰，被心煩氣躁的太太責罵，最後無奈回頭，對著鏡頭豎起兩隻手指。

## 反響
普遍認為宣傳片及歌曲深入民心，甚至有人譽為香港史上最成功的非牟利機構宣傳片。黃霑逝世後，家計會曾表示此曲對推廣節育起了很大的作用，向其致送花圈以示致敬。

## 外部連結
- YouTube上的1975 兩個夠晒數 Two is Enough

## 註腳
1. ↑  意思即是：兩個孩子就夠多了。